# Chamaeleo anchietae
Chamaeleo anchietae là một loài thằn lằn trong họ Chamaeleonidae. Loài này được Bocage mô tả khoa học đầu tiên năm 1872.